# Фаулья
Фаулья (итал. Fauglia) — коммуна в Италии, располагается в области Тоскана, в провинции Пиза.
Население составляет 3 672  человека (1-1-2018), плотность населения составляет 86,54 чел./км². Занимает площадь 42,43 км². Почтовый индекс — 56043. Телефонный код — 050.
Покровителем коммуны почитается священномученик Лаврентий, празднование 10 августа.

## Демография
Динамика населения:

## Администрация коммуны
- Официальный сайт: http://www.comune.fauglia.pi.it/

## Примечание
1. ↑  Statistiche demografiche ISTAT. demo.istat.it. Дата обращения: 4 декабря 2019. Архивировано 29 декабря 2019 года.